# Sam Schreck
Sam Schreck (Pinneberg, 29 september 1999) is een Duits voetballer die doorgaans speelt als aanvallende middenvelder. Hij verruilde Bayer Leverkusen in juli 2019 voor FC Groningen. Vanaf juli 2021 wordt hij voor een seizoen verhuurd aan FC Erzgebirge Aue.

## Clubcarrière
Schreck doorliep de jeugdreeksen van TuS Appen, Hamburger SV, Kummerfelder SV en FC St. Pauli vooraleer hij in 2016 de stap zette naar de jeugd van Bayer Leverkusen. In de zomer van 2018 stroomde hij door naar het eerste elftal. Op 29 november 2018 maakte hij zijn debuut in het eerste elftal. Van coach Heiko Herrlich kreeg hij zijn kans tijdens de Europa League wedstrijd tegen PFK Ludogorets. Ruim een kwartier voor tijd werd hij vervangen door Kai Havertz. Vanaf juli 2019 speelt hij voor FC Groningen. Vanaf juli 2021 wordt hij voor een seizoen verhuurd aan 2. Bundesliga-club FC Erzgebirge Aue, met de optie hem na dat seizoen te kopen.

## Clubstatistieken
| Seizoen | Club                | Competitie    | Competitie | Competitie | Beker | Beker | Internationaal | Internationaal | Totaal | Totaal |
| Seizoen | Club                | Competitie    | Wed.       | Dlp.       | Wed.  | Dlp.  | Wed.           | Dlp.           | Wed.   | Dlp.   |
| ------- | ------------------- | ------------- | ---------- | ---------- | ----- | ----- | -------------- | -------------- | ------ | ------ |
| 2018/19 | Bayer Leverkusen    | Bundesliga    | 0          | 0          | 0     | 0     | 2              | 0              | 2      | 0      |
| 2019/20 | FC Groningen        | Eredivisie    | 13         | 0          | 0     | 0     | –              | –              | 13     | 0      |
| 2020/21 | FC Groningen        | Eredivisie    | 13         | 0          | 1     | 0     | –              | –              | 14     | 0      |
| 2021/22 | → FC Erzgebirge Aue | 2. Bundesliga | 1          | 0          | 0     | 0     | 0              | 0              | 1      | 0      |
| Totaal  | Totaal              | Totaal        | 27         | 0          | 1     | 0     | 2              | 0              | 30     | 0      |

Bijgewerkt op 1 augustus 2021.

## Interlandcarrière
Schreck doorliep verschillende Duitse nationale jeugdteams.